# Jean-Antoine Chaptal
Jean-Antoine Claude Chaptal, grof od Chanteloupa, (4. lipnja 1756. — 30. srpnja 1832.), bio je francuski kemičar i političar.
Chaptal je upravljao tvornicom nitrata (salpetre) u Grenobleu, gdje je pojednostavio proces proizvodnje, a kasnije postaje profesor u Montpellieru. Chaptal je poboljšao procese proizdvodnje sumporne kiseline, alaunija i natrijevog karbonata, uveo je turkiznu crvenu u francusku tehniku bojanja, i uveo je metodu poboljšanja vina, koja je po njemu nazvana Chaptalizacija. Postao je premijer unutarnjih poslova Francuske 1800., te je promovirao napredak industrije i komunikacija. Tijekom Sto dana bio je glavna osoba za upravljanje ekonomijom i industrijom. 
Među njegovim djelima značajno je spomenuti Essai sur le perfectionnement des arts chimiques en France (1800.), Élémens de chymie (3 dijela, 4. izdanje 1803.), Chimie appliquée aux arts (4 dijela, 1807.) Njegovo ime nalazi se na popisu 72 znanstvenika ugraviranih na Eifellovom tornju.